# Hugues des Arcis
Hugues des Arcis († 1266-1269) fou un funcionari reial a la França del segle xiii. Segurament provenia d'una família de cavallers borgonyons que durant el transcurs de la Croada albigesa van consolidar la seva presència al Llenguadoc. Hugues des Arcis és comegut per haver comandat el setge de Montsegur mentre ocupava el càrrec de senescal de Carcassona.

## Biografia
El primer cop que trobem Hugues des Arcis a la documentació és el gener de 1243, quan va estar present al jurament de fidelitat que va retre Roger IV de Foix al rei Lluís IX de França a Montargis. En aquesta ocasió també se'l presenta com a Senescal de Carcassona (Hugonem de Arsiz, senescallum Carcassonne), càrrec atorgat per la corona des del 1226 i que administrava els territoris de l'antic vescomtat Trencavell i de Besiers. En aquest lloc hi va succeir a Guillem d'Ormes.
Immediatament després, l'abril de 1243, trobem a Hugues des Arcis a Besiers participant en el concili que va aplegar la noblesa i el clergat de la regió. Aquest concili tenia com a objectiu restaurar l'ordre polític i religiós després de les revoltes de Ramon Trencavell i de Ramon VII de Tolosa. Sembla que va ser a Besiers on es va decidir combatre Montsegur com a gran focus de resistència dels heretges; Hugues des Arcis, com a senescal de Carcassona, va ser l'encarregat de capitanejar aquesta campanya, ja que Montsegur es trobava dins la seva jurisdicció.
Tornem a trobar a Hugues des Arcis el gener de 1245 en un mandat reial encara com a Senescal de Carcassona, i el febrer de 1246 va ser succeït en aquest càrrec per Joan d'Escrennes. El 1252 va ingressar al servei d'Alfons de Poitiers, amb qui a partir del 8 de novembre de 1254 ocuparà el càrrec de Senescal de Tolosa, l'Agenès i el Carcí (Hugo d'Arsicio, Senescallus Tholose, Agennensis et Caturcensis).
No se sap quan va morir. Sabem que va ser pels volts de 1269, ja que el 17 de febrer d'aquell any apareix en un document emès pel comte de Tolosa atorgant cers favors a la seva vídua (defuncti Hugonis d'Arsicio, quondam senescalli nostri Tholosani).